# Gương Mangin

Sơ đồ gương Mangin.

Trong quang học, gương Mangin là một thấu kính mặt khum âm với bề mặt phản chiếu ở mặt sau của kính tạo thành một gương cong phản chiếu ánh sáng mà không bị cầu sai. Phản xạ này được phát minh vào năm 1876 bởi một sĩ quan Pháp Alphonse Mangin như một cải tiến gương phản xạ catadioptric cho đèn rọi và cũng được sử dụng trong các thiết bị quang học khác.

## Mô tả
Cấu trúc của gương Mangin bao gồm một thấu kính lõm (thấu kính mặt khum âm) làm bằng thủy tinh crown với các bề mặt hình cầu có bán kính khác nhau với lớp phủ phản chiếu trên bề mặt phía sau nông hơn. Hiện tượng cầu sai  thường được tạo ra do bề mặt gương hình cầu đơn giản bị loại bỏ bởi cầu sai đối diện được tạo ra bởi ánh sáng truyền qua thấu kính âm. Vì ánh sáng truyền qua kính hai lần, nên toàn bộ hệ thống hoạt động giống như một hệ ba thấu kính. Gương Mangin được phát minh vào năm 1876 bởi một kỹ sư quân sự người Pháp tên là Đại tá Alphonse Mangin để thay thế cho gương phản chiếu parabol khó chế tạo hơn và sử dụng trong đèn rọi. Do thiết kế catadioptric đã loại bỏ hầu hết quang sai ngoài trục của gương parabol, gương Mangin có thêm lợi thế là tạo ra chùm ánh sáng gần như song song. Họ được cho đã sử dụng vào cuối thế kỷ 19 như là gương phản chiếu cho đèn rọi của hải quân. Việc sử dụng gương trong các ứng dụng quân sự còn hạn chế, vì bất kỳ loại gương phản chiếu thủy tinh nào cũng được cho là quá yếu và dễ bị phá vỡ bởi súng đạn kẻ thù.

## Ứng dụng

Ví dụ về ống kính catadioptric sử dụng "gương mangin" nổi lên phía sau (Minolta RF Rokkor-X 250mm f / 5.6)

Gương Mangin được sử dụng trong quang học chiếu sáng và tạo ảnh như đèn dọi, đèn pha, súng máy và màn hình gắn trên đầu. Nhiều kính viễn vọng Catadioptric sử dụng các thấu kính âm có lớp phủ phản chiếu ở mặt sau được gọi là "gương Mangin", mặc dù chúng không phải là các gương đơn như Mangin ban đầu, và một số, như kính viễn vọng Hamilton, có trước phát minh của Mangin hơn 60 năm. Gương Catadioptric giống với Mangin được tìm thấy trong kính thiên văn Klevtsov-Cassegrain, Argunov-Cassegrain, và kính thiên văn trung gian Schupmann của Schupmann. Chúng cũng được sử dụng trong các thiết kế ống kính chụp ảnh catadioptric nhỏ gọn giúp tiết kiệm khối lượng do quang sai có thể được điều chỉnh bằng chính bản thân gương. Gương Mangin cũng được sử dụng trong các bộ hiệu chỉnh null, được sử dụng để chế tạo các gương cầu lớn.